# Orchipedum (Orchideen)
Die Gattung Orchipedum aus der Familie der Orchideen besteht aus drei Arten krautiger Pflanzen. Sie stammen aus Südostasien.

## Beschreibung
Die Orchipedum-Arten besitzen ein kriechendes Rhizom mit wenigen Internodien. Die oberirdischen Sprosse sind mit wenigen Laubblättern besetzt. Die Blattspreite ist etwas asymmetrisch, länglich-lanzettlich bis elliptisch geformt. Am Grund verschmälert sie sich zu einem kurzen Blattstiel, der den Spross röhrenförmig umfasst. Die Blätter stehen entlang der Sprossachse verteilt. Die Blattfarbe ist grün.
Der endständige Blütenstand ist unverzweigt, Blütenstandsachse, Tragblätter, Fruchtknoten und die Außenseiten der Sepalen sind behaart. Am Blütenstandsstiel stehen einige Hochblätter; die Tragblätter der Blüten sind etwa so lang wie Blütenstiel und Fruchtknoten zusammen. Der Fruchtknoten ist verdreht, die Blüten sind deshalb resupiniert. Die drei äußeren Blütenblätter (Sepalen) sind alle gleich geformt, die seitlichen Sepalen umfassen die Basis der Lippe. Die seitlichen inneren Blütenblätter (Petalen) sind schmaler und haften mit dem Rand am oberen Sepal. Die Lippe besitzt an der Basis einen sackartigen Sporn, in dem sich verzweigte, drüsige Anhängsel befinden. Die Lippe ist dreigeteilt: Die Basis ist etwa quadratisch geformt, auf der Fläche mit zwei Lamellen besetzt, an den Rändern teilweise gefranst oder knorpelig verdickt. Der mittlere Teil der Lippe ist kurz und sehr schmal. Der vordere Teil ist ungeteilt oder zweilappig, ankerförmig bis herzförmig. Die Säule ist mit ihrer unteren Hälfte an den Rändern mit der Lippe verwachsen. Die Säule ist schmal und leicht gebogen, im vorderen Bereich besitzt sie zwei seitliche Anhängsel. Die Narbe besteht aus einer zusammenhängenden Fläche. Das Staubblatt ist im Umriss schmal oval, es enthält zwei keulenförmige Pollinien, die über je ein Stielchen mit der Klebscheibe (Viscidium) verbunden sind. Das Trenngewebe zwischen Narbe und Staubblatt (Rostellum) ist dreieckig, nach Entfernen des Viscidiums tief zweigezähnt.

## Verbreitung
Orchipedum ist mit drei Arten in Südostasien verbreitet: Orchipedum echinatum ist nur aus Vietnam bekannt, Orchipedum wenzelii von den Philippinen, das Areal von Orchipedum plantaginifolium reicht vom südlichen Thailand über die malaysische Halbinsel und Sumatra bis nach Java. Die Arten wachsen im Schatten immergrüner Wälder in Höhenlagen von 60 bis 1000 Metern, Orchipedum echinatum ist nur von Höhenlagen zwischen 1000 und 1100 Metern bekannt.
Orchipedum echinatum wird von Averyanov als sehr selten bezeichnet, auch Orchipedum plantaginifolium ist auf Java nach Angaben von Comber selten.

## Botanische Geschichte und Systematik
Orchipedum wird innerhalb der Tribus Cranichideae in die Subtribus Goodyerinae eingeordnet. Nach Dressler lässt sich diese weiter in zwei Gruppen unterteilen; Orchipedum steht zusammen mit der Mehrzahl der Gattungen, die nicht zwei deutlich getrennte Narbenflächen aufweisen. Orchipedum wurde 1829 von Jacob Gijsbert Samuel van Breda, (Heinrich Kuhl und Johan Coenrad van Hasselt) in Genera et Species Orchidearum et Asclepiadearum Band 2, Tafel 10 erstbeschrieben. Der Name leitet sich vom griechischen Wort orchis für „Hoden“ (hier: Orchidee) und pedilon, „Schuh“ ab und beschreibt wohl die Form der Lippe. Verwandt mit Orchipedum könnte Herpysma longicaulis sein.
Folgende Arten werden zur Gattung Orchipedum gezählt:
- Orchipedum echinatum Aver. & Averyanova: Die 2006 erstbeschriebene Art kommt im südlichen Vietnam vor.[3]
- Orchipedum plantaginifolium Breda: Sie kommt von Thailand bis ins westliche Malesien vor.[3]
- Orchipedum wenzelii (Ames) J.J.Sm. (Syn.: Adenostylis wenzelii Ames): Sie kommt auf den Philippinen vor.[3]